# Антропос (журнал)
Антро́пос (нем. Anthropos) — международный научный журнал, посвящённый широкому кругу проблем культурной антропологии (этнографии) и истории религий и выходящий с 1906 года.
Основан в 1906 году членом Общества Божественного слова, патером Вильгельмом Шмидтом. Журнал задумывался одновременно как издание, связанное с Обществом божественного слова, где миссионеры из разных уголков Земли могут поделиться своими наблюдениями над жизнью традиционных народов. С другой стороны, он должен был стать научным форумом для обсуждения широкого круга этнографических проблем.
С 1906 по 1938 год редакция журнала находилась в городе Мёдлинг около Вены. В 1938 году, после аншлюса Австрии журнал вместе Институтом Антропос переехал в замок Фруадевиль в Швейцарии. С 1962 года по настоящее время редакция располагается в городе Санкт-Августин в Германии.

## Доступ
В настоящее время на сайте JSTOR работает услуга «Книжная полка». Даже, если Вы не имеет доступ ни к одному из журналов, то можно в режиме свободного просмотра читать одну статью в течение 14 дней. При этом на «книжной полке» может быть не более 3-х статей для чтения.